# Holobomolochus occultus
Holobomolochus occultus är en kräftdjursart som beskrevs av Zbigniew Kabata 1971. Holobomolochus occultus ingår i släktet Holobomolochus och familjen Bomolochidae. Inga underarter finns listade i Catalogue of Life.